# Форкаш, Михаил Михайлович
Михаил Михайлович Форкаш (28 января 1948, Ужгород — 30 сентября 2011, Ужгород) — советский футболист, вратарь.

## Биография
Отец Михаил Михайлович Форкош (1918 г. р., умер в 47 лет) — венгр, работал на шахте в Бельгии, построил дом в селе Чепа Виноградовского района. Мать — Ольга Михайловна Стойка. Сестра Ольга (1952 г. р.).
Начинал играть в 1961 году в Ужгороде в юношеской команде.
Выступал за команды:
- «Автомобилист» Житомир (1966—1969)
- «Заря» Ворошиловград (1970—1974, 1976)
- «Луцк» Луцк (1975)
- СКА Ростов-на-Дону (1975).

В высшей лиге чемпионатов СССР — 77 матчей (65 — «Заря»). За время выступлений в Луганске был вторым вратарем после Александра Ткаченко. По характеристике тренера «Зари» Владислава Глухарева, «имел отменную вратарскую технику, мяч фиксировал очень мягко. По натуре — флегматичен, но надежен».
6 июля 1972 года сыграл за сборную СССР на международном турнире «Кубок Независимости» в Бразилии против сборной Португалии.
В 1977 уехал играть за сборную ГСВГ, при этом выступал в низших лигах ГДР за ТШГ Нойштрелиц до 1982.
В 1990-х — начальник команды «Закарпатье» (Ужгород).
В последние годы жизни работал в одной из ужгородских школ учителем физкультуры. В сентябре 2011 года почувствовал себя плохо и упал со ступеней дома, сильно ударившись головой. После недельного пребывания в реанимации скончался 30 сентября в возрасте 63 лет.

## Достижения
- Чемпион СССР: 1972
- Финалист Кубка СССР: 1974